# El Hijo de Aníbal
El Hijo de Aníbal, alternativt Aníbal Jr., född 30 november 1970 i Guadalajara i Jalisco, död 23 januari 2021, var en mexikansk luchador (fribrottare) och fribrottningstränare. Han påstods vara son till den mycket framgångsrike fribrottaren Aníbal, som var ett av de största affischnamnen i Mexikos då största fribrottningsförbund Empresa Mexicana de Lucha Libre under det sena 1960-talet och genom hela 1970-talet.
El Hijo de Aníbal tränades av de mycket meriterade fribrottningstränarna Diablo Velazco, Gran Cochisse och Satánico och gjorde sin debut under namnet El Hijo de Aníbal i september 1993. Han inledde karriären i det mindre förbundet Lucha Libre Internaciónal (LLI), som senare kom att byta namn till Universal Wrestling Association (UWA). Han gick då under artistnamnet La Saeta Azul. Efter sin faders död 1994 beslutade sig El Hijo de Aníbal för att ta ett sabbatsår från brottningen. Det skulle dock dröja ända tills 2001 innan han återvände till ringen. Han brottades då främst på den oberoende scenen med viss framgång, och under korta perioder även i de stora förbunden Consejo Mundial de Lucha Libre och Asistencia Asesoria y Administracion.
2008 övergick han till Grupo Internacional Revolucion (IWRG) där han till en början behandlades som en stor stjärna inom sporten. Men när IWRG förlorade sitt TV-kontrakt lämnade El Hijo de Aníbal förbundet. Efter detta brottades han endast sporadiskt. Vid en match 2015 ådrog han sig allvarliga skador, bland annat en bukhinneinflammation som nästan ledde till hans död. Efter detta pensionerade han sig från sporten för att istället bli tränare, bland annat till Princesa Azul vilket ledde till en hel del kontroverser.
Från 2019 började El Hijo de Aníbal dock åter att brottas, men med ett mindre hektiskt schema.
El Hijo de Aníbal avled den 23 januari 2021 av Covid-19.